# Nassarius kraussianus
Nassarius kraussianus là một loài ốc biển, một động vật thân mềm chân bụng sống ở biển thuộc họ Nassariidae.

## Mô tả
Kích thước vỏ ốc dao động từ 6 mm đến 10 mm.

## Phân bố
Loài này phân bố ở Ấn Độ Dương dọc theo Mozambique, Nam Phi và Réunion và ở Đại Tây Dương dọc theo Namibia.